# 시몽 델리
시몽 데지레 실바누스 델리(프랑스어: Simon Désiré Sylvanus Deli, 1991년 10월 27일 ~ )는 코트디부아르 국가대표팀과 아다나 데미르스포르에서 임대되어 튀르키예 클럽 이스탄불스포르에서 수비수로 활약하고 있는 코트디부아르의 축구 선수이다.

## 구단 경력

### 스파르타 프라하 및 임대
델리는 2012년에 체코 1부 리그 팀인 스파르타 프라하와 계약을 맺었지만, 그 클럽에서는 리그 경기에 출전하지 않았다. 그는 체코 1부 리그의 다른 클럽인 디나모 체스케부데요비체와 프르지브람으로 임대됨으로써 체코 리그에서 경쟁적인 경험을 쌓았다.

### 슬라비아 프라하
델리는 2015년 1월 스파르타 프라하에서 당시 강등을 피하기 위해 고군분투하고 있던 그들의 라이벌 슬라비아 프라하로 이적했다. 그는 빠르게 슬라비아에서 자신의 첫 세 시즌 동안 74번의 리그 경기 중 66번의 경기에 출전하며 입지를 다졌다. 그는 슬라비아 프라하에서 2016-17 체코 퍼스트 리그 타이틀을 획득했고 올해의 최고 수비수상 2위를 차지했다. 2017년 6월, 그는 2020년 6월까지 계약을 연장했다.

### 클뤼프 브뤼허
2019년 7월 10일, 델리는 2022년까지 3년 계약을 맺고 클뤼프 브뤼허 KV에 입단했다.
2021년 2월 1일, 델리는 슬라비아 프라하를 시즌 종료 시까지 임대로 복귀시켰다.

### 아다나 데미르스포르
2021년 8월, 델리는 3년 계약을 맺고 쉬페르리그의 아다나 데미르스포르로 이적했다.

## 국가대표팀 경력
델리는 2015년 코트디부아르 국가대표팀에 데뷔했고, 2017년 아프리카 네이션스컵에 국가대표로 출전했다.